# Gyrolith
Gyrolith ist ein selten vorkommendes Mineral aus der Mineralklasse der „Silikate und Germanate“. Es kristallisiert im triklinen Kristallsystem mit der Zusammensetzung NaCa16[(OH)8|(Si,Al)24O60]·14H2O, ist also chemisch gesehen ein wasserhaltiges Natrium-Calcium-Silikat. Strukturell gehört er zu den Schichtsilikaten.
Gyrolith bildet überwiegend radialstrahlige bis kugelige Mineral-Aggregate, die aus pseudohexagonalen, faserigen bis tafeligen Kristallen bestehen. In reiner Form ist das Mineral farblos und durchsichtig. Durch vielfache Lichtbrechung aufgrund von Gitterbaufehlern oder polykristalliner Ausbildung kann es aber auch weiß erscheinen und durch Fremdbeimengungen eine grünliche, gelbliche oder bräunliche Farbe annehmen, wobei die Transparenz entsprechend abnimmt.

## Etymologie und Geschichte
Erstmals entdeckt wurde Gyrolith an der bekannten Felsnadel „The Old Man of Storr“ (kurz: The Storr oder Storr, etwa 9 Meilen von Portree) auf der schottischen „Isle of Skye“ und beschrieben 1851 durch Thomas Anderson, der das Mineral aufgrund seiner charakteristischen Kristallform nach dem griechischen Wort γύρος für Kreis, Kreisel oder Drehung benannte.

## Klassifikation
In der veralteten 8. Auflage der Mineralsystematik nach Strunz gehörte der Gyrolith zur Mineralklasse der „Silikate“ und dort zur Abteilung „Schichtsilikate (Phyllosilikate)“, wo er gemeinsam mit Fedorit, Reyerit und Zeophyllit sowie im Anhang mit Cavansit in der „Reyerit-Zeophyllit-Gruppe“ mit der Systemnummer VIII/E.14 steht.
In der zuletzt 2018 überarbeiteten Lapis-Systematik nach Stefan Weiß, die formal auf der alten Systematik von Karl Hugo Strunz in der 8. Auflage basiert, erhielt das Mineral die System- und Mineralnummer VIII/H.34-040. Dies entspricht der Klasse der „Silikate“ und dort der Abteilung „Schichtsilikate“, wo Gyrolith zusammen mit Armstrongit, Cairncrossit, Ellingsenit, Fedorit, Lalondeit, Martinit, Minehillit, Orlymanit, Reyerit, Truscottit, Tungusit und Zeophyllit eine unbenannte Gruppe mit der Systemnummer VIII/H.34 bildet.
Die von der International Mineralogical Association (IMA) zuletzt 2009 aktualisierte 9. Auflage der Strunz’schen Mineralsystematik ordnet den Gyrolith in die Klasse der „Silikate und Germanate“ und dort in die Abteilung „Schichtsilikate (Phyllosilikate)“ ein. Hier ist das Mineral in der Unterabteilung „Einfache tetraedrische Netze aus 6-gliedrigen Ringen, verbunden über oktaedrische Netze oder Bänder“ zu finden, wo es zusammen mit Tungusit die „Gyrolithgruppe“ mit der Systemnummer 9.EE.30 bildet.
In der vorwiegend im englischen Sprachraum gebräuchlichen Systematik der Minerale nach Dana hat Gyrolith die System- und Mineralnummer 73.02.02c.01. Das entspricht der Klasse der „Silikate“ und dort der Abteilung „Schichtsilikate mit kondensierten tetraedrischen Schichten“. Hier findet er sich innerhalb der Unterabteilung „Schichtsilikate: Kondensierte Tetraederschichten mit doppelten und einfachen Lagen“ als einziges Mitglied in der „Reyeritgruppe (Gyrolith-Untergruppe)“.

## Bildung und Fundorte

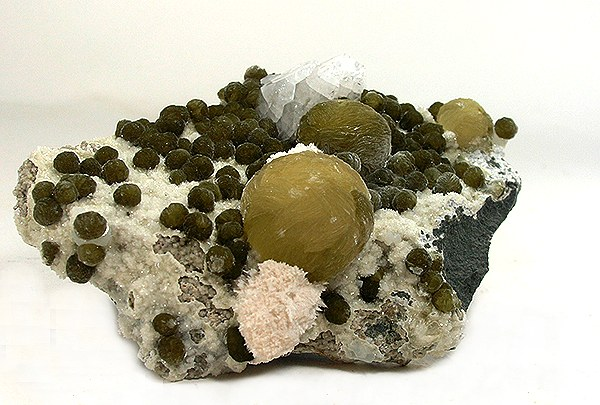
Hell- und dunkelgrüner Gyrolith mit Apophyllit (weiß, oben) und Stilbit (rosa, unten) auf weißem Okenit aus Mumbai, Maharashtra, Indien (Größe: 10 × 7 × 2,8 cm)

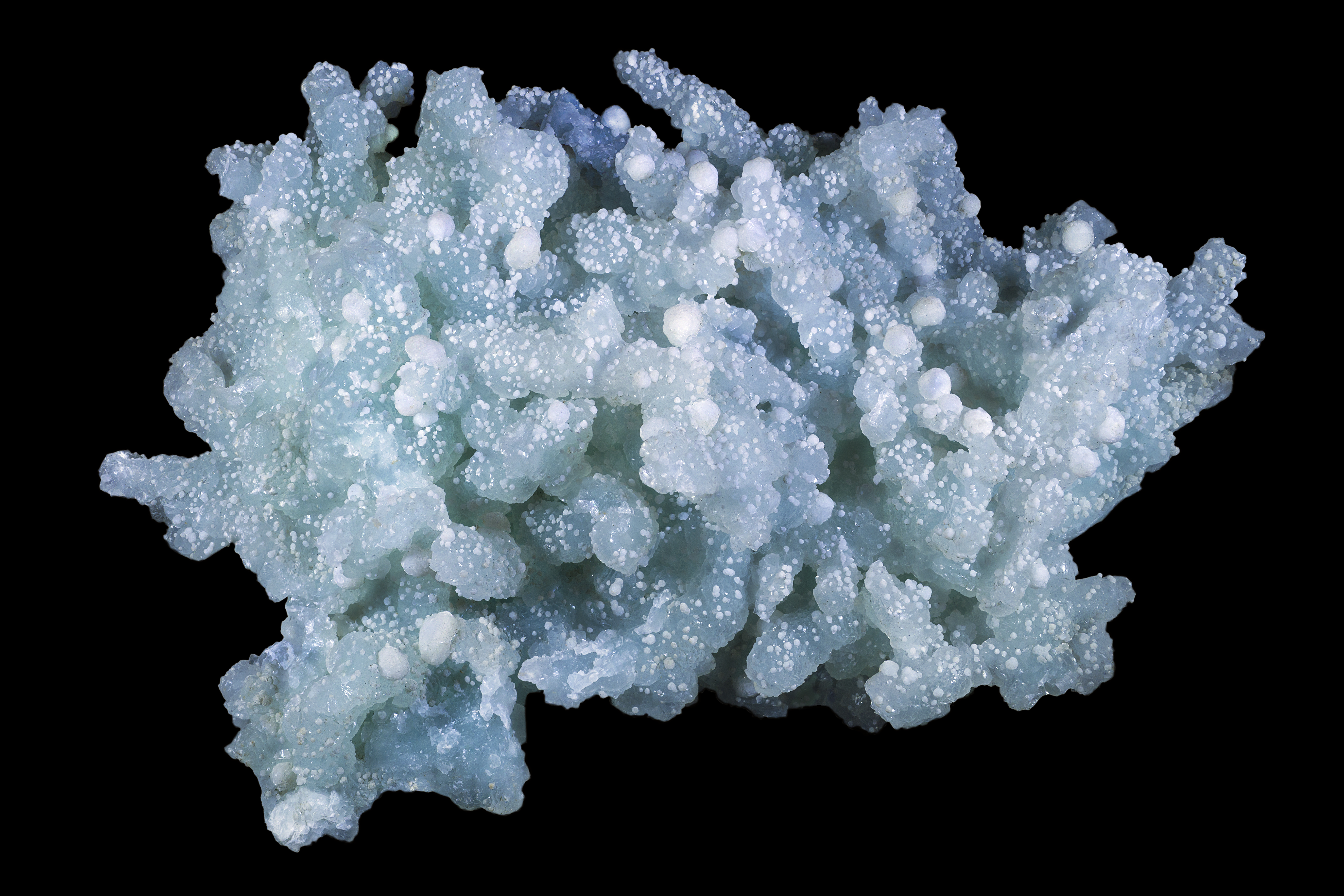
Prehnit von weißem Gyrolith überwachsen aus Malad, Mumbai (Bombay), Maharashtra, Indien (Größe: 21 × 15 cm)

Gyrolith bildet sich durch Materialaustausch in Nebengesteinen, Drusen, Mandelsteinen und als Rissfüllung in Basalten, kann aber auch in hydrothermal umgewandelten Rhyolithen und Sedimenten sowie in einigen Erz-Lagerstätten entstehen. Als Begleitminerale treten unter anderem Apophyllit, Calcit, Laumontit, Okenit, Stilbit, Thomsonit, Tobermorit und Xonotlit auf.
Als seltene Mineralbildung konnte Gyrolith nur an wenigen Fundorten nachgewiesen werden, wobei bisher (Stand: 2013) rund 100 Fundorte als bekannt gelten. Neben seiner Typlokalität Storr wurde das Mineral im Vereinigten Königreich noch an mehreren Orten auf der Isle of Skye und der Isle of Mull in Schottland sowie in der historischen Grafschaft Antrim in Nordirland entdeckt.
In Deutschland kennt man Gyrolith bisher unter anderem vom Zeilberg in Bayern, aus den Steinbrüchen „Hochberg“ und „Gaulsberg“ im hessischen Vogelsberg, vom Bramburg bei Adelebsen in Niedersachsen sowie vom Arensberg und Ettringer Bellerberg (Steinbruch „Caspar“ bei Ettringen) in Rheinland-Pfalz.
Weitere Fundorte liegen unter anderem in Australien, China, Costa Rica, Dänemark, Frankreich und Französisch-Polynesien, Grönland, Indien, Island, Israel, Italien, Japan, Kanada, Norwegen, Portugal, Rumänien, Russland, der Slowakei, Tschechien, der Ukraine und in den Vereinigten Staaten von Amerika (USA).

## Kristallstruktur
Gyrolith kristallisiert triklin in der Raumgruppe P1 (Raumgruppen-Nr. 2) mit den Gitterparametern a = 9,74 Å; b = 9,74 Å; c = 22,40 Å; α = 95,7°; β = 91,3° und γ = 120,0° sowie eine Formeleinheit pro Elementarzelle.